# Eusebio Díaz
Eusebio Díaz (1901. – 1959.), paraguayi válogatott labdarúgó.
A paraguayi válogatott tagjaként részt vett az 1930-as világbajnokságon és az 1929-es Dél-amerikai bajnokságon.

## Külső hivatkozások
- Eusebio Díaz a FIFA.com honlapján Archiválva 2015. február 5-i dátummal a Wayback Machine-ben